# Es ist kalt in Brandenburg (Hitler töten)
Es ist kalt in Brandenburg (Hitler töten) ist ein Dokumentarfilm von Villi Hermann, Niklaus Meienberg und Hans Stürm über den Schweizer Maurice Bavaud, der 1938 ein Attentat auf Adolf Hitler plante. Der Film zeichnet Stationen von Bavauds Leben in der Schweiz, in Frankreich und in Deutschland nach, insbesondere seine Reise nach München und Berchtesgaden sowie seine Inhaftierung und Hinrichtung in Berlin. Einzelne Szenen wurden mit dem Schauspieler Roger Jendly nachgestellt. Der Film wurde vom Filmkollektiv Zürich, vom Zweiten Deutschen Fernsehen und vom Schweizer Fernsehen produziert.

## Wirkung
Es ist kalt in Brandenburg (Hitler töten) wurde von der Kritik weniger als historischer denn als politischer Film verstanden. «Die Suche nach den Spuren von Bavaud hat sich ausgeweitet zu einer Konfrontation mit einem Klima der Kälte, das nicht nur von gestern ist», schrieb die Basler Zeitung. «Dennoch sind die Assoziationen präzis und sind die politischen Stellungnahmen – ohne dass sie explizit verbal gefasst werden – ebenso präzis.»
Ähnlich urteilte auch Der Bund: «Was angesichts solcher Werke, die Aspekte der Geschichte näher beleuchten sollen, unbedingt notwendig erscheint, ist die Stellungnahme der Autoren aus ihrer aktuellen Sicht; die Verbindung des Vergangenen mit der Gegenwart.» Das Vaterland ortete hier Konfliktpotential: «Darin liegt seine Brisanz und für jene, die nicht links gehen wie die Autoren, vielleicht auch ein Ärgernis.»
Als Ärgernis wurde der Film allerdings nur von der Neuen Zürcher Zeitung empfunden: «Da wird mit Bildern aus der Bundesrepublik, der DDR und der Schweiz – in zum Teil suggestiven Montagen – ein Mischmasch von Verdammnis angerührt, in dem keinerlei stichhaltige Strukturen, weder politische noch gesellschaftliche, weder historische noch juristische, erkennbar und unterscheidbar gemacht werden.»
Im Zusammenhang mit der Ausstrahlung im Schweizer Fernsehen DRS am 1. September 1982 beanstandete der Leiter der Abteilung Kultur und Gesellschaft, Eduard Stäuble, zwei Passagen: zum einen die Äusserungen des ehemaligen Häftlings in Plötzensee über die Nazivergangenheit des damaligen deutschen Bundespräsidenten Karl Carstens, zum andern die gesamte letzte Viertelstunde des Films, welche vor allem die Wachablösung in Berlin und die Zürcher Wehrschau, aber auch die Wiedergutmachung umfasst. In einer öffentlichen Erklärung protestierten die Filmemacher gegen die geplanten Schnitte, welche auch in den Printmedien fast ausnahmslos kritisiert wurden. Das Schweizer Fernsehen beschränkte sich schliesslich darauf, auf der Tonspur die Aussagen über Karl Carstens zu unterdrücken, deren zentraler Satz lautet: «Wenn ich Herrn Carstens daneben nur sehe oder höre, von seiner Stimme her und seiner Ausstrahlung, die er hat, so habe ich das Gefühl, dem knack ich jetzt eine Uniform drauf, mache ihn ein bisschen jünger, und dann marschiert er wieder los.» Programmdirektor Ulrich Kündig begründete die Massnahme wie folgt: «Mit den Worten des Betroffenen [des ehemaligen Häftlings] wird dem heutigen Präsidenten der Bundesrepublik Deutschland, Karl Carstens, eine bestimmte Gesinnung in Bezug auf den Nationalsozialismus aus heutiger Sicht unterstellt, eine Behauptung, die durch die Filmautoren in keiner Weise journalistisch korrekt aufgearbeitet worden ist.»
1982 erhielten Villi Hermann, Niklaus Meienberg und Hans Stürm für den Film einen Adolf-Grimme-Preis mit Bronze.